# إدوارد إس. ريد
إدوارد إس. ريد (بالإنجليزية: Edward S. Reed) هو عالم نفس أمريكي، ولد في 20 نوفمبر 1954، وتوفي في 14 فبراير 1997.